# Amsterdam Internet Exchange
Amsterdam Internet Exchange (AMS-IX) — точка обмена трафиком, расположенная в городе Амстердам, Нидерланды. Позиционирует себя как neutral exchange (независимая от других операторов).

## История
| Год  | Пиковый трафик |
| ---- | -------------- |
| 2002 | 12 Gbit/s      |
| 2003 | 21 Gbit/s      |
| 2004 | 48 Gbit/s      |
| 2005 | 120 Gbit/s     |
| 2006 | 220 Gbit/s     |
| 2007 | 374 Gbit/s     |
| 2008 | 600 Gbit/s     |
| 2009 | 856 Gbit/s     |
| 2010 | 1,2 Tbit/s     |
| 2011 | 1,5 Tbit/s     |
| 2012 | 2,1 Tbit/s     |
| 2013 | 2,5 Tbit/s     |

Точка обмена трафиком начала свою работу в 1994 году, официально зарегистрировалась в 1997 году.
Также в 1997 году создана AMS-IX Association, в которой на 2017 год состоит более 800 операторов связи.
В 2001 году компания стала одним из основателей Euro-IX.

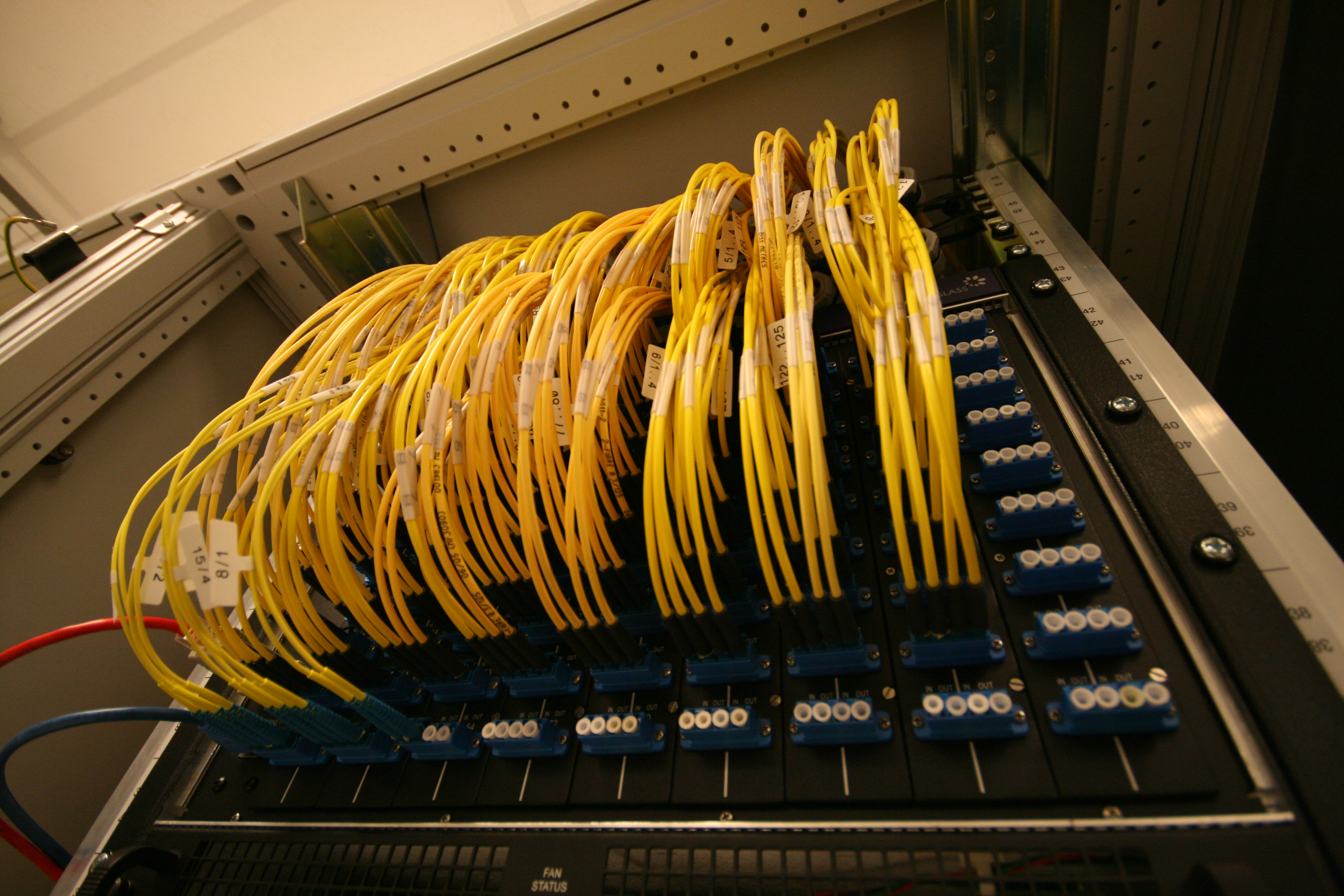
Оптический кросс в стойке AMS-IX

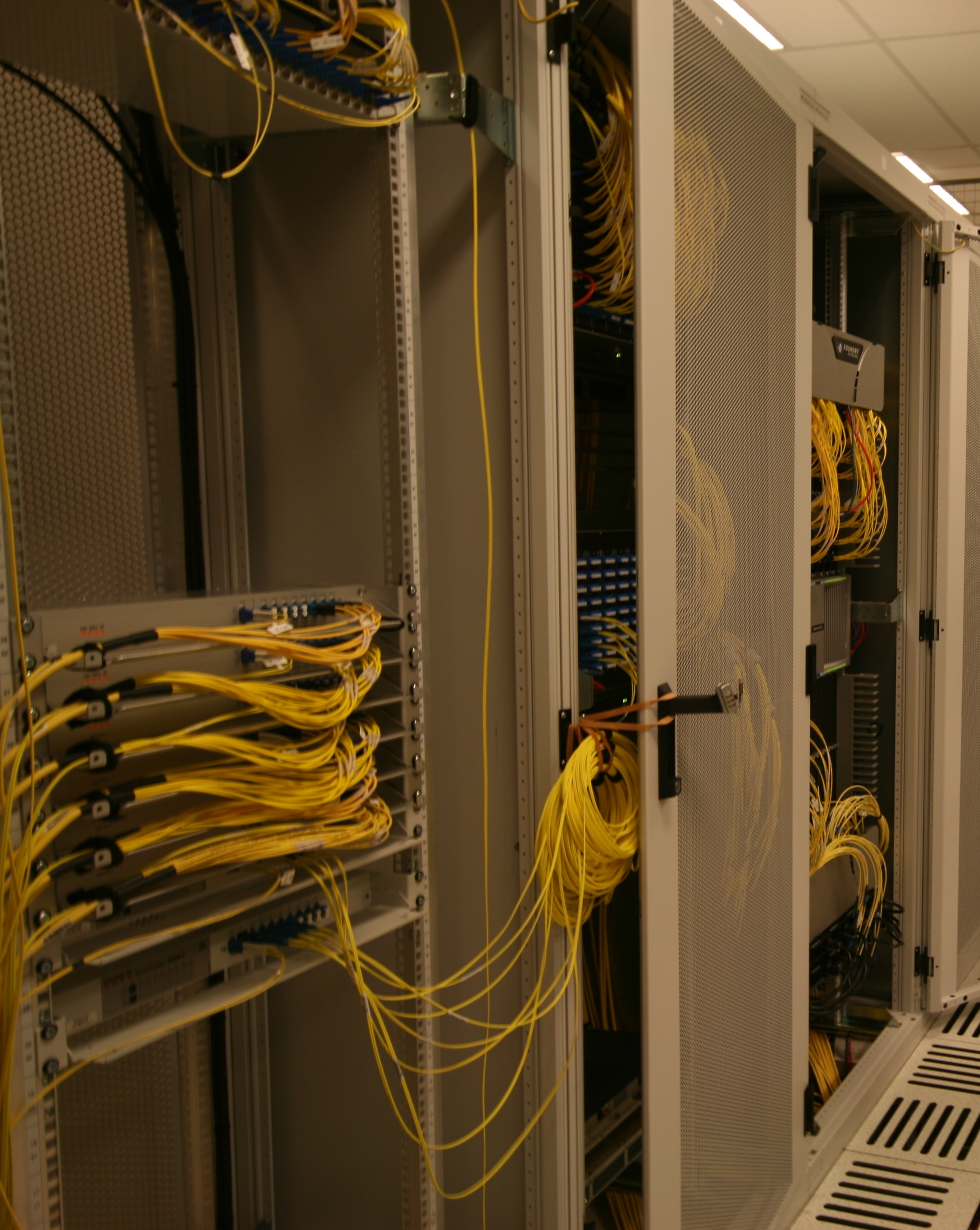
Ядро AMS-IX в точке присутствия euNetworks

## Сеть и датацентры
На данный момент имеет 817 подключённых операторов связи, занимающих 1425 аппаратных портов. Средняя загрузка каналов AMS-IX — 3500 гигабит в секунду, а пиковые значения превышают 5.5 терабита в секунду.
По данным за 2008 год, AMS-IX является крупнейшей в мире точкой обмена трафиком.
Точки присутствия:
- SARA (Science Park Amsterdam, Oost/Watergraafsmeer)
- NIKHEF (Science Park Amsterdam, Oost/Watergraafsmeer)
- GlobalSwitch (Slotervaart)
- TelecityRedbus2 (Amsterdam Zuidoost)
- TelecityRedbus4 (Amsterdam Zuidoost)
- TelecityRedbus5 (Amsterdam Zuidoost)
- euNetworks (Amsterdam Zuid)
- Equinix AM1 (Amsterdam Zuidoost)
- Equinix AM3 (Oost/Watergraafsmeer)
- Interxion (Schiphol)
- Terremark (Schiphol)
- EvoSwitch (Haarlem)